# Liste der Orte im Ilm-Kreis
Diese Liste enthält alle 105 (Stand: 2005) Orte des Ilm-Kreises.
| Ort (Verleihung der Stadtrechte)  | Einwohner, Stand 2005 (ohne Ortsteile, ca.) | Einwohner 1939 | urkundl. Ersterwähnung | Gemeinde                |
| --------------------------------- | ------------------------------------------- | -------------- | ---------------------- | ----------------------- |
| Arnstadt, Kreisstadt (1266)       | 22804                                       | 22619          | 704                    | Arnstadt                |
| Ilmenau, Universitätsstadt (1341) | 21655                                       | 16306          | 1273                   | Ilmenau                 |
| Stadtilm, Stadt (1268)            | 5185                                        | 4556           | 1114                   | Stadtilm                |
| Gräfenroda                        | 3569                                        | 3971           | 1290                   | Geratal (Sitz)          |
| Gehren                            | 3246                                        | 3562           | 1105/1299              | Ilmenau                 |
| Langewiesen                       | 3187                                        | 4405           | 1198                   | Ilmenau                 |
| Großbreitenbach, Stadt (1855)*    | 2926                                        | 4070           | 1399                   | Großbreitenbach         |
| Ichtershausen                     | 2877                                        | 3162           | 948                    | Amt Wachsenburg (Sitz)  |
| Geraberg                          | 2578                                        | 3064           | 1246                   | Geratal                 |
| Geschwenda                        | 2249                                        | 2954           | 1302                   | Geratal                 |
| Gräfinau-Angstedt                 | 2223                                        | 2320           | 1282                   | Ilmenau                 |
| Stützerbach                       | 1656                                        | 2961           | 1570                   | Ilmenau                 |
| Plaue, Stadt (1345)               | 1542                                        | 1628           | 1273                   | Plaue                   |
| Unterpörlitz                      | 1507                                        | 1846           | 1351                   | Ilmenau                 |
| Manebach                          | 1433                                        | 2246           | 1351                   | Ilmenau                 |
| Oberpörlitz                       | 1255                                        | 376            | 1351                   | Ilmenau                 |
| Elgersburg                        | 1227                                        | 1602           | 1139                   | Elgersburg              |
| Rudisleben                        | 1224                                        | 616            | 8. Jh.                 | Arnstadt                |
| Marlishausen                      | 1161                                        | 915            | 779                    | Arnstadt                |
| Neustadt am Rennsteig             | 1147                                        | 1972           | 1453                   | Großbreitenbach         |
| Altenfeld                         | 1115                                        | 1819           | 1492                   | Großbreitenbach         |
| Frauenwald                        | 1115                                        | 1388           | 1218                   | Ilmenau                 |
| Angelhausen-Oberndorf             | 1050                                        | zu Arnstadt    | 948                    | Arnstadt                |
| Martinroda                        | 910                                         | 1171           | 1219                   | Martinroda              |
| Frankenhain                       | 867                                         | 1314           | 1301                   | Geratal                 |
| Möhrenbach                        | 755                                         | 1158           | 1374                   | Ilmenau                 |
| Kirchheim                         | 752                                         | 646            | 1074                   | Amt Wachsenburg         |
| Böhlen                            | 697                                         | 1124           | 1442                   | Großbreitenbach         |
| Wümbach                           | 650                                         | 675            | 1282                   | Ilmenau                 |
| Sülzenbrücken                     | 641                                         | 475            | 741                    | Amt Wachsenburg         |
| Holzhausen                        | 611                                         | 503            | 786                    | Amt Wachsenburg         |
| Pennewitz                         | 609                                         | 669            | 1338                   | Ilmenau                 |
| Elxleben                          | 605                                         | 534            | 775                    | Elxleben                |
| Bittstädt                         | 600                                         | 606            | 786                    | Amt Wachsenburg         |
| Eischleben                        | 600                                         | 459            | 796                    | Amt Wachsenburg         |
| Haarhausen                        | 594                                         | 472            | 786                    | Amt Wachsenburg         |
| Riechheim                         | 593                                         | 186            | 1379                   | Elleben                 |
| Dornheim                          | 572                                         | 604            | 815                    | Dornheim                |
| Niederwillingen                   | 570                                         | 549            | 1286                   | Stadtilm                |
| Herschdorf                        | 565                                         | 677            | 1370                   | Großbreitenbach         |
| Roda                              | 551                                         | zu Ilmenau     | 1351                   | Ilmenau                 |
| Gossel                            | 529                                         | 700            | 1142                   | Geratal                 |
| Oehrenstock                       | 520                                         | 763            | 1311                   | Ilmenau                 |
| Heyda                             | 489                                         | 505            | 1341                   | Ilmenau                 |
| Bücheloh                          | 440                                         | 497            | 1282                   | Ilmenau                 |
| Angelroda                         | 438                                         | 633            | 948                    | Martinroda              |
| Jesuborn                          | 430                                         | 584            | 1368                   | Ilmenau                 |
| Liebenstein                       | 417                                         | 873            | 1303                   | Geratal                 |
| Bösleben                          | 400                                         | 397            | um 800                 | Bösleben-Wüllersleben   |
| Singen                            | 400                                         | 312            | 1407                   | Stadtilm                |
| Griesheim                         | 397                                         | 393            | 1089                   | Stadtilm                |
| Osthausen                         | 397                                         | 336            | 1271                   | Osthausen-Wülfershausen |
| Dienstedt                         | 380                                         | 483            | 842                    | Stadtilm                |
| Alkersleben                       | 341                                         | 383            | 1257                   | Alkersleben             |
| Großliebringen                    | 340                                         | 340            | 1106                   | Stadtilm                |
| Gillersdorf                       | 324                                         | 521            | 1452                   | Großbreitenbach         |
| Siegelbach                        | 323                                         | 350            |                        | Arnstadt                |
| Kleinbreitenbach                  | 300                                         | 300            | 1417                   | Plaue                   |
| Willmersdorf                      | 300                                         | 400            | 1381                   | Großbreitenbach         |
| Dannheim                          | 294                                         | 246            | 8. Jh.                 | Arnstadt                |
| Ellichleben                       | 285                                         | 268            | 12. Jh.                | Witzleben               |
| Rockhausen                        | 279                                         | 280            | 1194                   | Amt Wachsenburg         |
| Wüllersleben                      | 279                                         | 333            | um 800                 | Bösleben-Wüllersleben   |
| Witzleben                         | 277                                         | 302            |                        | Witzleben               |
| Dosdorf                           | 267                                         | 348            | 1272                   | Arnstadt                |
| Bechstedt-Wagd                    | 261                                         | 208            | 12. Jh.                | Amt Wachsenburg         |
| Großhettstedt                     | 260                                         | 241            | 1140                   | Stadtilm                |
| Neusiß                            | 254                                         | 342            | 1427                   | Plaue                   |
| Thörey                            | 250                                         | 312            | 948                    | Amt Wachsenburg         |
| Wildenspring                      | 244                                         | 408            | 1370                   | Großbreitenbach         |
| Traßdorf                          | 240                                         | 270            | 1089                   | Stadtilm                |
| Friedersdorf                      | 224                                         | 406            | 1370                   | Großbreitenbach         |
| Elleben                           | 223                                         | 286            |                        | Elleben                 |
| Röhrensee                         | 214                                         | 177            | 1186                   | Amt Wachsenburg         |
| Werningsleben                     | 204                                         | 195            | 796                    | Amt Wachsenburg         |
| Oberwillingen                     | 200                                         | 150            | 1286                   | Stadtilm                |
| Rehestädt                         | 200                                         | 195            |                        | Amt Wachsenburg         |
| Neuroda                           | 197                                         | 235            | 1378                   | Arnstadt                |
| Reinsfeld                         | 195                                         | 189            | 1209                   | Arnstadt                |
| Achelstädt                        | 190                                         | 229            | um 750                 | Witzleben               |
| Wipfra                            | 186                                         | 172            | 1348                   | Arnstadt                |
| Dörnfeld an der Ilm               | 180                                         | 209            | 1293                   | Stadtilm                |
| Wülfershausen                     | 179                                         | 216            | 1268                   | Osthausen-Wülfershausen |
| Branchewinda                      | 169                                         | 110            | 876                    | Arnstadt                |
| Espenfeld                         | 160                                         | 201            | 1273                   | Arnstadt                |
| Hausen                            | 159                                         | 129            | 932                    | Arnstadt                |
| Ettischleben                      | 157                                         | 143            | 750                    | Arnstadt                |
| Allersdorf                        | 150                                         | 239            | 1370                   | Großbreitenbach         |
| Behringen                         | 150                                         | 182            |                        | Stadtilm                |
| Cottendorf                        | 150                                         | 127            | 1282                   | Stadtilm                |
| Ehrenstein                        | 150                                         | 196            | 1274                   | Stadtilm                |
| Kleinliebringen                   | 140                                         | 249            |                        | Stadtilm                |
| Nahwinden                         | 130                                         | 117            |                        | Stadtilm                |
| Rippersroda                       | 130                                         | 135            | 1506                   | Plaue                   |
| Kleinhettstedt                    | 120                                         | 161            | 1292                   | Stadtilm                |
| Görbitzhausen                     | 118                                         | 118            | 1186                   | Arnstadt                |
| Gügleben                          | 118                                         | 146            | 796                    | Elleben                 |
| Hammersfeld                       | 111                                         | zu Griesheim   |                        | Stadtilm                |
| Geilsdorf                         | 110                                         | 138            | 1071                   | Stadtilm                |
| Gösselborn                        | 100                                         | 115            | 1071                   | Stadtilm                |
| Kettmannshausen                   | 95                                          | 100            | 1450                   | Arnstadt                |
| Schmerfeld                        | 91                                          | 114            | 1303                   | Arnstadt                |
| Roda                              | 75                                          | 84             | 1239                   | Arnstadt                |
| Döllstedt                         | 70                                          | 122            |                        | Stadtilm                |
| Oesteröda                         | 65                                          | 50             |                        | Stadtilm                |

* Verliehen durch Fürst Günther Friedrich Carl II. zu Schwarzburg-Sondershausen.

## Weitere Ortsteile
Weitere Siedlungen, Höfe oder Ortsteile im Ilm-Kreis sind:
- Allzunah, ein Ortsteil Frauenwalds
- Annawerk, eine ehemalige Mühle zwischen Gräfinau-Angstedt und Gehren
- Arlesberg, ein Ortsteil von Geraberg, 1923 mit Gera zu Geraberg fusioniert, heute mit Geraberg zusammengewachsen
- Bad Finkenmühle, ein ehemaliges Sanatorium zwischen Herschdorf und Mellenbach-Glasbach
- Bad Hundertpfund, ein ehemaliges Sanatorium zwischen Großbreitenbach und Oelze
- Behringer Schenke, ein Gehöft an der Kreuzung der Straße von Arnstadt nach Gehren mit den Straßen nach Behringen, Kettmannshausen und Neuroda
- Dorotheenthal, eine zu Arnstadt gehörende kleine Ansiedlung an der Straße nach Dannheim
- Dörrberg, Ortsteil von Gräfenroda, heute mit Gräfenroda zusammengewachsen
- Eichicht, Neubaugebiet am Porzellanwerk im Wald bei Ilmenau
- Grenzhammer, ehemaliges Hammerwerk zwischen Ilmenau und Langewiesen, heute Wohngebiet in Ilmenau
- Hohes Kreuz, mehrere Gebäude im Gebiet der Stadt Stadtilm an der Straße von Stadtilm nach Marlishausen
- Hohe Tanne, Straßenkreuzung mit Hotel zwischen Möhrenbach und Großbreitenbach
- Kahlert, ein Ortsteil Neustadts
- Kammerberg, der Teil Manebachs östlich der Ilm, der früher zu Sachsen-Weimar gehörte, während Manebach westlich der Ilm Teil Sachsen-Gothas war
- Lehmannsbrück, ein Pflegeheim und einige Wohnhäuser zwischen Gräfinau-Angstedt und Traßdorf
- Lütsche-Dorf, seit dem 19. Jahrhundert wüster Ort bei Gräfenroda
- Meyersgrund, eine ehemalige Sägemühle zwischen Manebach und Stützerbach, heute Hotel und Camping-Platz
- Moosbach, südlicher Teil Manebachs im oberen Ilmtal
- Oberilm, Ortsteil von Stadtilm, heute mit der Stadt zusammengewachsen